# Gladhammar
Gladhammar är kyrkbyn i Gladhammars socken i Västerviks kommun i Kalmar län. Den ligger vid E22 cirka 15 km sydväst om Västervik. Bebyggelsen ingår i den av SCB definierade småorten Gladhammar och Lunds by.
I byn ligger Gladhammars kyrka.